# Patxi Ugarte
Patxi Ugarte Aguinaga (Pamplona, Navarra, 3 de diciembre de 1977) es un exciclista profesional español

## Trayectoria
Pasó a profesionales tras sus victorias en su último año como amateur en 2000, en la Bira y en una etapa del Circuito Montañés. No obstante solo fue profesional durante la temporada 2001, con el equipo Euskaltel-Euskadi, siendo su mayor éxito como profesional la etapa conseguida en la Vuelta a Navarra, con final en Tudela.

## Palmarés
2000
- Bizkaiko Bira
- 1 etapa del Circuito Montañés

2001
- 1 etapa de la Vuelta a Navarra

## Equipos
- Euskaltel-Euskadi (2001)